# Jean-Jacques-Gabriel de Lévézou
Jean-Jacques-Gabriel de Lévézou de Vézins (né vers 1742 et mort le 8 octobre 1806 au château de Vézins), est un ecclésiastique, qui fut le dernier évêque désigné de Lodève en 1790.

## Biographie
Jean-Jacques-Gabriel de Lévézou de Vézins est le deuxième fils d'Antoine de Lévézou, "marquis" et "comte" de Vézins, et de Marie-Anne de Lapanouse. Prieur de Saint-Léons (diocèse de Rodez) en 1772, abbé commendataire de Sainte-Madeleine de Châteaudun en 1778, vicaire général de l'évêque de Senlis, aumônier du roi Louis XVI, il est nommé évêque de Lodève après la mort du titulaire du siège en janvier 1790, mais le diocèse de Lodève est supprimé par l'Assemblée constituante le 12 juillet 1790 avant qu'il soit confirmé et consacré. Pendant la Révolution française, il se retire dans sa famille et meurt à 64 ans au château de Vézins dans l'Aveyron en 1806.